# Longipteryx
Longipteryx ist eine prähistorische Vogelgattung aus der Unterkreide, die vor 110–120 Mio. Jahren (oberes Aptium – unteres Albium) im Nordosten der Volksrepublik China lebte. Überreste der einzigen Art, Longipteryx chaoyangensis, wurden aus der Jiufotang-Formation bei Chaoyang in der Provinz Liaoning geborgen. Neben dem Holotyp – ein nahezu vollständig erhaltenes Skelett –, der jetzt im Institut für Wirbeltierpaläontologie und Paläoanthropologie der Chinesischen Akademie der Wissenschaften (IVPP) unter der Nummer V 12325 aufbewahrt wird, gibt es derzeit noch ein weiteres vollständiges Exemplar sowie mehrere isolierte Knochenfunde.

## Etymologie
Der Name Longipteryx ist eine Wortschöpfung, die sich aus dem Lateinischen longus = lang und dem Altgriechischen πτέρυξ (pteryx) = Flügel, Feder zusammensetzt; chaoyangensis ist das latinisierte Adjektiv der Stadt Chaoyang, also auf Deutsch „chaoyangisch“, „aus Chaoyang“.

## Beschreibung
Longipteryx erreichte eine Lebensgröße von rund 15 cm, den Schwanz nicht mit eingerechnet. Er besaß einen langen Schnabel, an dessen Spitze einige Hakenzähnchen angebracht waren; die Schnabellänge übertraf dabei die Ausmaße des restlichen Hinterkopfes. Wie schon aus dem Gattungsnamen hervorgeht, hatte er vergleichsweise lange und kräftige Flügel. Sein primitiver Charakter lässt sich anhand der beiden langen, klauenbewehrten Finger und dem gedrungenen Daumen ablesen. Der Flugapparat war jedoch sehr gut entwickelt und so verfügte Longipteryx bereits auch über den Brustkorb verstärkende hakenförmige Rippenfortsätze, ganz im Gegensatz zu seinen Zeitgenossen. Klauen und Zehen waren lang und kräftig, die Füße hingegen recht kurz. Alles in allem dürfte es sich bei Longipteryx um ein bereits ausgesprochen flugfähiges Tier gehandelt haben. Seine Bewegungsfähigkeit am Boden war hingegen etwas eingeschränkt, so ist z. B. der Humerus 1,56-mal so lang wie das Femur.
Der Holotyp weist viele Federabdrücke auf. Seltsamerweise sind darunter keine Schwungfedern, im Wesentlichen handelt es sich hierbei um Körperfedern, Flügeldeckfedern und Daunen. Der gut entwickelte Flugapparat widerspricht der Annahme, dass Longipteryx ein flugunfähiger Vogel war. Möglicherweise befand sich der Vogel bei seinem Tod gerade in der Mauser, etwaige verbliebene Schwungfedern wurden dabei dann noch abgetrennt. Andererseits weisen mehrere Funde von Confuciusornis eine vergleichbare Fossilisation auf, dieser hatte aber bekanntermaßen sehr lange Schwungfedern. Beim Holotyp wurde das Schwanzende zerstört und es sind auch keine Schwanzfedern erhalten. Das andere Fundstück besitzt ein nahezu vollständiges Pygostyl, hat aber dafür kaum Federn. Interessanterweise sind bei den Enantiornithes und anderen Urvögeln (bisher) noch keine der bei den Neognathae üblichen Schwanzfedern gefunden worden.

## Lebensweise
Wahrscheinlich hat Longipteryx nach Fischen, Krebsen und anderen in Gewässern lebenden Tieren getaucht. Sein ökologischer Nischenplatz dürfte wohl dem eines heutigen Eisvogels nahegekommen sein. Dies stellt aber natürlich nur einen annähernden Vergleich dar, da seine tatsächliche Lebensweise und das von ihm bewohnte Ökotop in der Unterkreide Nordostchinas sich auf jeden Fall stark von dem der Jetztzeit unterschied.

## Systematik
Kladistische Analysen der Skelettanatomie urtümlicher Vögel weisen Longipteryx als Mitglied der kretazischen Vogelgruppe Enantiornithes aus. Innerhalb der enantiornithinen Vögel wird die Gattung auch zu den Euenantiornithes gestellt, während in der Erstbeschreibung für das Taxon eine eigene (monotypische) Familie (Longipterygidae) und Ordnung (Longipterygiformes) innerhalb der Unterklasse Enantiornithes vorgesehen war.